# Chu kỳ động dục
Chu kỳ động dục hay thời kỳ động dục  hay còn gọi là phát dục (Estrous cycle - bắt nguồn từ động dục hay động đực-oestrus trong tiếng Latin và có nguồn gốc từ tiếng Hy Lạp có nghĩa là "ham muốn tình dục") chỉ về các thay đổi sinh lý định kỳ do sự tác động của hoocmon sinh dục gây ra. Chu kỳ này diễn ra ở hầu hết các động vật có vú thuộc giống cái, ở một số loài, kể cả loài người, chu kỳ kinh nguyệt bắt đầu sau khi trưởng thành về giới tính ở phụ nữ và bị gián đoạn bởi các giai đoạn vô sinh hoặc mang thai. Thông thường, chu kỳ động dục sẽ tiếp tục cho đến khi cá thể đó chết. Một số động vật có thể xuất hiện âm đạo chảy máu, thường nhầm lẫn về kinh nguyệt, còn được gọi là "giai đoạn".

## Tổng quan
Về mặt giải phẫu, các động vật có vú có chung hệ thống sinh sản, bao gồm hệ thống dưới đồi điều tiết giải phóng hormon phóng thích gonadotropin trong tuyến yên tiết ra hormon kích thích nang trứng và hoocmon luteinizing và buồng trứng phóng thích hormone giới tính bao gồm estrogen và progesterone. Tuy nhiên, các loài khác nhau đáng kể trong hoạt động điều tiết. Một điểm khác biệt là động vật có chu kỳ động dục sẽ hấp thụ nội mạc tử cung nếu sự thụ thai không xảy ra trong chu kỳ đó. Động vật có chu kỳ kinh nguyệt sẽ làm mất nội mạc tử cung thông qua kinh nguyệt. Một điểm khác biệt là hoạt động tình dục.
Ở những loài có chu kỳ động dục, con cái thường chỉ quan hệ tình dục trong giai đoạn động dục của chu kỳ của chúng. Ngược lại, những con cái có chu kỳ kinh nguyệt có thể hoạt động tình dục bất cứ lúc nào trong chu kỳ của chúng, ngay cả khi chúng không rụng trứng. Con người có chu kỳ kinh nguyệt hơn là chu kỳ động dục. Họ, không giống như các loài khác, được cho là không có bất kỳ dấu hiệu rõ ràng bên ngoài nào để báo hiệu sự thụ nhận của estral khi rụng trứng (che đậy, che giấu). Tuy nhiên, một số nghiên cứu cho thấy rằng phụ nữ có khuynh hướng có quan hệ tình dục nhiều hơn và có nhiều hoạt động tình dục ngay trước khi rụng trứng (động dục).

## Các loài

### Ở chó
Thời điểm động dục (thành thục) lần đầu của chó cái trung bình từ 6–12 tháng tuổi và còn phụ thuộc vào giống chó và nhiều yếu tố khác nữa nên không thể xác định chính xác tuổi động dục của chó. Các giống chó tầm vóc nhỏ thành thục khoảng 6–10 tháng tuổi, các giống tầm vóc to muộn hơn khoảng 12 tháng tuổi. Tuy nhiên, nhiều giống chó to có chu kỳ động dục đầu tiên xảy ra từ 18–24 tháng tuổi. Các giống chó lai tạp, lai đồng hoặc cận huyết, chó sống ở vùng khí hậu ôn hoặc hàn đới, chó ốm bệnh, nuôi dưỡng kém, hoặc chó nuôi quá béo sẽ động dục muộn hơn và biểu hiện động dục không mãnh liêt bằng chó khác. 
Dấu hiệu chó cái đến kì động dục là bộ phận sinh dục và núm đầu vú mẩy lên, âm hộ sưng to dần có dịch nhờn trong, nhớt từ âm đạo tiết ra, có thể trông thấy một vài giọt máu sắp hành kinh. Sau các dấu hiệu trên từ 7-10 ngày, chó bắt đầu chính thức ra kinh. Lúc đầu không nhiều, chó thường quay đầu lại tự liếm sạch. Sau đó khoảng 3-5 ngày máu ra ồ ạt, không liếm kịp, dây rớt ra nền nhà. Đây là lý do những người không nuôi chó sinh sản muốn triệt sản chó cái. 
Tránh cho chó cái đi rông trong thời gian này, vì chó đực có thể phát hiện chó cái động dục bán kính 2-3km, chó đực sẽ dụ đối tác và chó cái sẽ rất dễ giao phối tự nhiên với chó đực quanh vùng. Chúng có thể tự nhận biết và đến với nhau. Con đực có thể phát hiện một chó cái động dục trong bán kính 2-3km do khả năng ngửi mùi. Lúc này, cửa mình chó cái sưng to khác thường và cương cứng, sau ngày 17-22 thì âm hộ khô dần, dịch tiết dần hết và chó cái không thích gần đực nữa.

### Ở mèo
Mèo động dục là hiện tượng xảy ra ở cả giống đực và giống cái. Tuy nhiên, ở mỗi giới lại có những biểu hiện khác nhau. Mèo đực thường tiểu tiện bừa bãi do trong thời gian động dục chúng thường đánh dấu lãnh thổ bằng nước tiểu, chúng thường có tư thế đứng, giữ đuôi vểnh cao và “phun” nước tiểu vào các đồ vật theo chiều dọc, đồng thời, đuôi sẽ có hiện tượng di chuyển liên tục. Trong thời gian này, hệ thống sinh sản của mèo đực luôn trong trạng thái hưng phấn. 
Thông thường, đến thời kỳ động dục mèo cái sẽ tru lên, kêu rít, quằn quại, và nỗ lực nhằm thu hút hoặc chạy trốn cùng mèo đực. Những biểu hiện động dục ở mèo cái có thể bao gồm bồn chồn, tiếng kêu khác lạ so với thường ngày, hay lăn tròn trên mặt đất và rên rỉ. Hành vi bồn chồn và đứng ngồi không yên có thể là dấu hiệu động dục ở mèo cái, mèo cái có thể liên tục cọ người quanh mắt cá chân của người chủ và có thể gây tổn thương khi cố rời đi (cố cấu giữ). Hành vi này cũng sẽ lộ rõ khi mèo cọ xát má và cằm là vị trí tuyến mùi hương của mèo lên đồ đạc, đặc biệt là những khu vực ra vào như khung cửa. Khi động dục, mèo cái có thể thay đổi mùi hương một cách tinh tế. Mèo thích lưu mùi hương xung quanh để mời gọi bạn tình
Mèo cái có xu hướng liếm khu vực âm hộ thường xuyên (do cơ quan này có hiện tượng sưng nhẹ và rỉ máu khiến chúng khó chịu). Khi vuốt ve chúng ở phần lưng hoặc sát đuôi, mèo cái sẽ nâng mông lên, đuôi xoay sang một bên, ngay tại vị trí chúng đang đứng, hai chân sau thay nhau cử động lên xuống. Đây chính là tư thế sẵn sàng để thực hiện việc giao phối, dấu hiệu mèo sẵn sàng giao phối điển hình là phản xạ lệch đuôi, phản xạ này là cách để mèo đực dễ dàng đưa bộ phận sinh dục vào âm hộ của mèo cái và giao phối. Chỉ cần xoa lưng mèo, đặc biệt ở vùng xương chậu và mông, mèo cái có thể nâng mông lên và nâng đuôi sang một bên. 

### Ở thỏ
Thỏ cái bắt đầu động dục và có thể chịu dực 4-5 tháng tuổi. Đối với thỏ ngoại tuổi phối giống thích hợp là lúc khối lượng cơ thể đạt từ 3 kg trở lên, thỏ lai đạt 2,6 kg trớ lên vào lúc 5,5-6 tháng tuổi. Chu kỳ động dục của thỏ thường là 10-16 ngày, thời gian động dục kéo dài 3-5 ngày. Thỏ cái động dục sớm hay muộn, định kỳ hay không là do thể lực, trạng thái sức khoẻ. Có thể kích thích thỏ cái động dục bằng cách nhốt thỏ cái gần thỏ đực hoặc có thể dùng kích dục tố như huyết thanh ngựa chửa để tiêm bắp với liều 15 đơn vị chuột cho 1 kg thể trọng, sau khi tiêm 1-4 ngày là phối giống được. 